# Mario Party (jogo eletrônico)
Mario Party é um jogo eletrônico desenvolvido pela Hudson Soft e publicado pela Nintendo para o Nintendo 64. Foi o primeiro jogo da Franquia Mario Party, sendo um jogo de múltiplos tabuleiros com vários mini games com os personagens da franquia Mario. Foi lançado em 1998 no Japão primeiramente, e em 1999 foi lançado nos Estados Unidos, Brasil, Europa e restante da Asia. Em 2 de Novembro de 2022 foi lançado foi lançado para o Nintendo Switch, como parte do serviço online Nintendo 64 - Nintendo Switch Online: Expansion Pack.

## Jogabilidade
Mario Party conta com seis personagens jogáveis: Mario, Luigi, Princesa Peach, Yoshi, Wario e Donkey Kong . Na história do jogo, Mario e seus amigos discutem sobre qual deles é a "Super Estrela" Para resolver a disputa, eles procuram o Toad e apos dizer que ser uma Super Estrela requer não apenas força, mas também coragem, sabedoria e bondade, ele sugere que a tripulação pegue o Warp Pipe em Mushroom Village e descubra quem é a Super Estrela se aventurando para determinar qual deles é mais digno do título. A jogabilidade é apresentada na forma de um jogo de tabuleiro tradicional e inclui seis mapas de tabuleiro com o tema de cada um dos personagens jogáveis. Dois mapas de tabuleiro adicionais ficam disponíveis posteriormente no jogo.
Mario Party inclui um modo multiplayer de ate 4 jogadores onde cada jogador pode escolher um tabuleiro e a possibilidade de jogar os minigames presente no jogo Qualquer personagem que não seja controlado por um humano será controlado pelo jogo como um personagem controlado por computador . O nível de habilidade dos personagens controlados pelo computador pode ser ajustado individualmente entre “Fácil”, “Médio” ou “Difícil”. Depois que os jogadores e o mapa do tabuleiro forem determinados, o jogador escolhe quanto tempo o jogo do mapa de tabuleiro durará: "Lite Play" consiste em 20 turnos, "Standard Play" consiste em 35 e "Full Play" consiste em 50. Ao iniciar um tabuleiro, cada jogador acerta um bloco de dados para determinar a ordem do turno, com o número mais alto indo primeiro em cada turno e o número mais baixo indo por último.
O objetivo do jogo é coletar o maior número de estrelas dentro do número de turnos concedido. As estrelas devem ser compradas no Toad com moedas, que podem ser ganhas através de uma seleção de um dos 50 minijogos que são jogados uma vez no final de cada turno. Os Jogadores giram um dado de 1 a 10 e com base no numero que cair no dado, o jogador avança as casas do tabuleiro.  Cada mapa do tabuleiro possui uma variedade de espaços sendo:
- Os espaços azuis fazem o jogador ganhar 3 moedas.*
- Os espaços vermelhos fazem com que o jogador perca 3 moedas.*
- Os espaços azuis marcados os com uma estrela iniciarão um minijogo para um jogador.

- Os Blocos "!" resultam em um jogo Chance Time, no qual os personagens selecionados devem dar ou trocar moedas ou estrelas; o jogador que pousou no espaço recebe três blocos para acertar, esses blocos determinam quais personagens e os prêmio estarão envolvidos.
- Os Blocos Verde "?" os espaços resultam na ocorrência de um evento no mapa do tabuleiro; cada tabuleiro apresenta eventos diferentes que podem ajudar ou atrapalhar determinados jogadores.
- Os Espaços vermelhos marcados com a insígnia da cabeça de Bowser farão com que Bowser apareça e atrapalhem o progresso do jogador.
- Os espaços azuis marcados com um cogumelo dão aos jogadores a chance de jogar de novo imediatamente ou perder o turno seguinte.

*Perto das rodadas finais, as moedas são duplicadas.
Além de Toad, outros personagens como Boo, Koopa Troopa e Bowser. Boo pode roubar moedas ou uma estrela de outro jogador em nome de qualquer jogador que passar por ele; roubar moedas é grátis, mas roubar uma estrela custa 50 moedas. Koopa Troopa fica no ponto de partida nos mapas de tabuleiro e dará dez moedas a cada jogador que passar por ele. Bowser irá incomodar os jogadores que passarem por ele, vendendo-lhes à força um item inútil. Em alguns mapas, a localização do Toad mudará depois que ele vender uma estrela.
Após todos os quatro jogadores terem se movimentado no tabuleiro, um minijogo é iniciado. O tipo de minijogo jogado é determinado com base na cor do espaço em que cada jogador pousou. Existem alguns criterios que podem determinar os mini games que serão jogados, sendo eles:
- Os jogadores que pousarem em um espaço verde serão atribuídos aleatoriamente aos jogadores que caíram em espaços "azul" ou "vermelho" antes que o minijogo seja selecionado.
- Se todos os jogadores pousarem no espaço da mesma cor, um minijogo para 4 jogadores será jogado.
- Se 1 jogador somente caiu em um espaço e os outros em outros espaços iguais, gera um mini game 1 contra 3.[4]
- Se 2 jogador somente caiu em um espaço e os outros em outros espaços iguais, gera um mini game 2 contra 2.[4]

O minijogo específico é então selecionado através da roleta . Os títulos de minijogos podem ser destacados em verde ou vermelho; sendo o vencedor de qualquer minijogo recebe moedas, e nos jogos destacados em vermelho, os perdedores perderão moedas. Outro turno é iniciado após o final de um minijogo, e o processo é repetido até que o número de turnos atribuído seja concluído. Após o término do último turno, são anunciados os vencedores de três prêmios, sendo que cada vencedor recebe uma estrela adicional; os dois primeiros prêmios são concedidos ao(s) jogador(es) que coletaram mais moedas nos minijogos e ao longo do jogo do mapa de tabuleiro, e o terceiro é concedido ao(s) jogador(es) que acertaram mais "?" espaços. O vencedor do jogo, a "Super Estrela", é então determinado pelo número total de moedas e estrelas coletadas por cada jogador. Se dois ou mais personagens adquirirem a mesma quantidade de moedas e estrelas, o vencedor será determinado lançando um bloco de dados.

### Outros modos
O menu principal do jogo inclui um "Mushroom Bank" no qual são depositadas as moedas recebidas pelo jogador humano durante o jogo. O Mushroom Bank terá inicialmente 300 moedas. As moedas podem ser usadas para comprar minijogos na "Mini-Game House", que podem ser jogados a qualquer momento fora dos jogos de tabuleiro normais.
Ja o "Mini-Game House" inclui o modo "Mini-Game Stadium", no qual quatro jogadores competem em um mapa de tabuleiro especial composto apenas por espaços azuis e vermelhos. A unica forma de ganhar moedas e pelos mini games. O vencedor do Mini game Stadium é determinado por quem acumular o maior número de moedas ao completar os turnos atribuídos. As moedas também podem ser usadas na "Loja de Cogumelos" do menu principal, onde os itens podem ser comprados e armazenados no Banco de Cogumelos. Itens podem ser usados para poder tirar ou colcar Koopa Troopa e o Boo dentro do tabuleiro.
Ja o "Mini-Game Island" para um jogador, no qual um jogador humano deve jogar cada mini game. O jogador tem quatro vidas e progride através de um mapa mundial com a conclusão de cada minijogo, enquanto a perda de um minijogo resulta na perda de uma vida. Se o jogador perder todas as vidas, o jogo termina e o jogador deve recomeçar do último ponto salvo . Se o jogador completar todos os minijogos na Ilha de Mini gagos, até três mini games especiais serão desbloqueados.

## Recepção
Mario Party recebeu críticas "majoritariamente favoráveis" com a media 79 no Metacritic. A IGN deu nota 7.9/10, destacando que a mistura entre tabuleiros e mini games é bem natural, e que apesar de tentar chamar as crianças, o jogo atrai mais os adultos e idosos do que as crianças.
Durante a premiação da  Academia de Artes e Ciências Interativas nomeou Mario Party para o prêmio " Título do Ano para Console Infantil/Família ", que acabou sendo vencido pelo Pokémon Snap .
Nos primeiros 2 meses de seu lançamento nos EUA, Mario Party estava entre os 5 videogames mais alugados. Foi também o quarto videogame mais vendido em abril de 1999.
No Brasil, o jogo foi lançado pela Playtronic, quando a Nintendo e a Gradiente tiveram uma parceria e lançaram os jogos no Brasil, aparentemente, a localização foi na caixa e no cartucho, o jogo em si não foi localizado. Posteriormente o jogo foi relançado seguindo as mesmas características de quando foi lançado.

## Polemica envolvendo as Mãos
Alguns mini games do Mario Party exigiam que os jogadores girassem o analógico do controle do Nintendo 64, aparentemente, por mal uso da forma de usar o controle, alguns jogadores tiveram bolhas, queimaduras por fricção e lacerações ao girar o analógico com as palmas das mãos em vez de usar os polegares por causa do design desconfortável do manípulo analógico e é mais rápido vencer os minijogos dessa forma.
Embora nenhuma ação judicial tenha sido aberta, cerca de 90 reclamações foram recebidas pelo gabinete do procurador-geral de Nova York e a Nintendo of America  concordou em fazer um acordo, que incluía o fornecimento de luvas para jogadores lesionados e o pagamento de honorários advocatícios de US$ 75.000. Na época, foi fornecido quase 1,2 milhão de luvas, o que custou a bagadela de US$ 80 milhões para a Nintendo.
Mario Party não foi relançado através do Virtual Console no Wii e Wii U, sendo Mario Party 2 lançado em seu lugar, nunca foi explicado o motivo pelo qual não houve o lançamento dele. O jogo não seria relançado até 2 de novembro de 2022 via Nintendo Switch Online .
Alguns mini games usando o analogico stick do 3DS retornaram em Mario Party: The Top 100, lançado para o Nintendo 3DS. Em Mario Party Superstars, um aviso de isenção de responsabilidade é colocado na tela de regras para os dois minijogos que usam rotação do stick alertando os jogadores para não usarem as palmas das mãos para girar o stick para evitar lesões nas mãos e danos ao stick. Um aviso semelhante aparece para a versão Nintendo Switch Online de Mario Party ao iniciar o jogo.